# Nowe Warpno
Nowe Warpno là một thị trấn thuộc huyện Policki, tỉnh Zachodniopomorskie ở tây-bắc Ba Lan. Thị trấn có diện tích 25 km². Đến ngày 1 tháng 1 năm 2011, dân số của thị trấn là 1237 người và mật độ 50 người/km².